# Alexandre do Nascimento

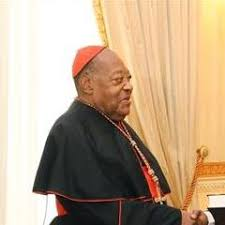
Alexandre Kardinal do Nascimento (2020)

Wappen von Alexandre Kardinal do Nascimento

 Alexandre Kardinal do Nascimento  (* 1. März 1925 in Malanje, Portugiesisch-Westafrika; † 28. September 2024 in Luanda) war Erzbischof von Luanda und Kardinalpriester von San Marco in Agro Laurentino. Seit dem Tod des Slowaken Jozef Tomko am 8. August 2022 war er der älteste lebende Kardinal weltweit.

## Leben
Alexandre do Nascimento besuchte die Seminare in Banglas, Malanje und Luanda, er war Seminarist am Päpstlichen Portugiesischen Kolleg in Rom und wechselte im Jahre 1948 an die Päpstliche Universität Gregoriana, wo er das Lizenziat in Katholischer Theologie erwarb und am 20. Dezember 1952 durch Luigi Kardinal Traglia das Sakrament der Priesterweihe empfing.
1953 kehrte er nach Angola zurück und arbeitete von 1953 als Professor für Dogmatik am Priesterseminar von Luanda, als Herausgeber der örtlichen katholischen Zeitung O Apostolado und Mitverantwortlicher für Rádio Ecclesia. Darüber war er Seelsorger für Hafenarbeiter und schrieb Predigten für die Kathedrale von Luanda. Von 1961 bis 1971 wirkte er als Priester im portugiesischen Lissabon, wo er auch Seminare an der juristischen Fakultät besuchte. 1971 wurde er Generalsekretär des Caritasverbandes in Angola sowie Präsident des Kirchlichen Gerichtshofes von Luanda. Auch dozierte er Moraltheologie am örtlichen Institut für Sozialarbeit.
Am 10. August 1975 ernannte ihn Papst Paul VI. zum Bischof von Malanje. Die Bischofsweihe spendete ihm der Apostolische Delegat für Angola, Erzbischof Giovanni De Andrea, am 31. August desselben Jahres. Mitkonsekratoren waren der Erzbischof von Luanda, Manuel Nunes Gabriel, und dessen Koadjutor, Erzbischof Eduardo André Muaca.
Am 3. Februar 1977 wurde Alexandre do Nascimento zum Erzbischof von Lubango ernannt. Während eines Pastoralbesuchs wurde er im Oktober 1982 von Guerillatruppen entführt und erst einen Monat später freigelassen.
Papst Johannes Paul II. nahm Alexandre do Nascimento am 2. Februar 1983 als Kardinalpriester mit der Titelkirche San Marco in Agro Laurentino in das Kardinalskollegium auf. Ebenfalls 1983 wurde der Erzbischof Präsident der Caritas Internationalis, was er bis 1991 blieb.
Am 16. Februar 1986 wurde er zum Erzbischof von Luanda ernannt. Am 8. Februar 2001 nahm Papst Johannes Paul II. seinen altersbedingten Rücktritt an. Beim Konklave 2005 war er nicht mehr stimmberechtigt, da er wenige Wochen zuvor die Altersgrenze von 80 Jahren überschritten hatte. Kardinal do Nascimento starb im September 2024 im Alter von 99 Jahren.